# Система Витте
Система Витте — совокупность мер экономической политики в Российской империи в конце XIX века — начале XX, связанных с деятельностью на посту министра финансов Сергея Юльевича Витте.
Данная политика была основана на идеях министра финансов, а её целью была индустриализация страны, которая только преодолела затянувшийся промышленный переворот. Витте занял свою должность в сложный период для российской промышленности и экономики в целом. До трети российского импорта принадлежало Германии, активно ввозилась техника и из Франции. При этом, из России вывозилось в основном сырьё, что обуславливало техническую неразвитость производства. Несмотря на то, что промышленность показала рост за 1870—1890-е гг., её развитие всё же отставало от европейского образца. В связи с этим Витте занялся разработкой стратегии, согласно которой должно было произойти оздоровление российской экономики и производства.

## Идейная основа и программа
Бывший до 1892 года министром путей сообщения, Витте был убеждён, что рост внутреннего спроса на продукцию тяжёлой промышленности возможен только при активном железнодорожном строительстве. Вслед за этим, должна потребоваться и передовая техника для наращивания производства, то есть внутри страны возникнет естественный спрос и на неё. Таким образом, внутренняя торговля постепенно должна была способствовать подъёму всей экономики в целом.
Кроме того, Витте делал большую ставку на буржуазию. Несмотря на то что во многом он оставался сторонником самодержавия, во многом стоял на консервативных позициях, он осознавал, что бедневшее дворянство тормозило индустриальное развитие страны, а потому необходимо было всячески поддерживать развитие рабочего класса и буржуазию. Выступал он и за поддержку предпринимательской инициативы, видя в ней хороший источник дохода для государства, который был ему необходим в условиях национализации промышленности и необходимости её форсированного развития.
Сергей Юльевич воспринял идеи немецкого учёного-экономиста Фридриха Листа. Именно после прочтения его работ Витте утвердился в идее необходимости протекционизма в международной торговой политике до тех пор, пока российская промышленность не стала бы конкурентоспособной. Однако так как основной задачей было преодоление дисбаланса бюджета и накопление значительных средств для индустриализации, Витте выступал активным сторонником и привлечения иностранного капитала. Министр финансов подходил к политике протекционизма системно. Он не сводил её к простому увеличению ввозных пошлин. Для Витте протекционизм состоял из целого ряда мер. Так, предполагалось не только блокировать ввоз, но и поощрять вывоз конкурентоспособной отечественной продукции. При этом, вывоз высокотехнологичного оборудования и выезд за рубеж российских специалистов должен быть запрещён. В качестве мер поддержки внутреннего производства предполагается не препятствовать образованию монополий, если они обеспечивают эффективное развитие той или иной области. Витте выступил и сторонником колониализма, заключающегося в активном сбыте отечественной продукции со стороны России как метрополии в колониях и приобретении у них дешёвого сырья.   
Кроме того, помимо приверженности протекционистской стратегии, Витте защищал и идею прямого руководства самодержавной власти экономическими процессами в стране. Он основывал это на том, что только с Государственным вмешательством возможно форсированное развитие не только производственной сферы, но и общества, так как перед Россией стояла сложнейшая задача в кратчайшие сроки преодолеть многолетний разрыв с западными странами в этой сфере. В этом отношении Витте опирался на идеи одного из его предшественников — М. Х. Рейтерна, который также поддерживал стратегию помощи государства производственной инициативе.  
Изначально Витте основывался на цели построения мощной тяжёлой промышленности и гораздо меньше уделял внимания сельском хозяйству. Он обосновывал это нестабильностью подобного дохода, справедливо определял Россию как страну рискованного земледелия. Кроме того, он полагал, что в современных условиях только экономически мощная страна может претендовать и на политическое господство. Для достижения должного уровня экономической развитости Витте выделил два необходимых условия: укрепление национальной валюты и рост промышленного производства за счёт интенсивного (путём внедрения передовых технологий) и экстенсивного (создание новых рабочих мест) путей.  
Таким образом, в самом начале программа Витте в обобщённом виде состояла из следующих пунктов:  
- Необходимо построить мощную тяжёлую промышленность, которая способна удовлетворить не только внутренний спрос, но и конкурировать на внешнем рынке;
- Следует выровнять баланс бюджета и пересмотреть в нём размеры регулярной и чрезвычайной частей (последняя не была жёстко регламентирована);
- Важнейшей задачей является сохранение сильной роли государства в экономике, которое должно содействовать предпринимательской инициативе и всячески способствовать развитию общества;
- Нужно оградить российские предприятия от иностранной конкуренции до тех пор, пока они не достигнут должного уровня развития;
- Законодательство в области торговли и промышленности должно быть существенно реформировано и исправлено, так как оно препятствует развитию страны в желаемом направлении. Это должно было коснуться как таможенного законодательства, так и налогообложения, которое на тот момент во многом угнетало предпринимателей;
- Расширение международных торговых связей, особенно в части экспорта;
- Увеличение в экспорте доли переработанной продукции, а не сырья[2].

## Меры политики
Для выполнения поставленных задач министерство финансов предприняло ряд разнонаправленных мер. Одной из первых и значительных стало введение винной монополии государства в 1894 году. Данное ограничение действительно существенно увеличило доходы казны. Кроме того, с той же целью наполнения бюджета было значительно увеличено количество, повышены ставки косвенных налогов, что предпринимал в своё время и Вышнеградский. Имея опыт работы на железной дороге и в соответствующем министерстве, Витте нашёл способы увеличить доходы и по этой статье, а также снизить расходы на поддержание железных дорог.
При Витте также осуществлялось активное перераспределение расходов госбюджета в процентном соотношении. Так, удалось вдвое сократить траты на военную сферу — поддержание армии и флота. Кроме того, было приложено немало усилий для развития финансового оборота в стране — при Витте значительно увеличилось количество средств населения в сберкассах, хотя относительно общего денежного оборота оно до сих пор было крайне невелико.
Также, для увеличения доходности бюджета при Витте активно брались иностранные займы. Действительно, за период руководства им министерством финансов внешний госдолг вырос значительно — примерно на 30%, однако благодаря грамотному обращению с задолженностью России удавалось удерживать значительно сниженные процентные ставки. Кроме того, это способствовало и политическому сближению со стратегически важными странами, такими как Франция. Привлечение иностранного капитала осуществлялось и иным способом. В целях увеличения его притока Витте санкционировал и приветствовал открытие на территории России иностранных акционерных обществ, а также банков, в которых значительная доля принадлежала зарубежным партнёрам. Для этих учреждений действовали различные льготы, сниженное налогообложение. Одновременно с этим проявлялась и приверженность Витте к стратегии активного участия государства в экономике: открытие каждого такого учреждения с иностранным участием должно было проходить одобрение в Министерстве финансов.
Наряду с винной монополией, одним из достижений Витте стала денежная реформа. Если предыдущая попытка провести её в 1860-е гг. была провалена, то реформа 1890-х гг. стала успешной. Витте осуществил подготовку к этой реформе, заранее озаботившись устранением дефицита бюджета и его укреплением. Во многом с его подачи министерством была санкционирована интенсификация золотодобычи, что позволило значительно увеличить золотой запас страны. Кроме того, был предпринят ряд мер и по укреплению рубля как валюты - были снижены ставки по займам, запрещён ряд операций с российской валютой за пределами страны. Кризис урожайности на западе в начале 1890-х гг. дал возможность России (не без ухудшения положения российского крестьянства) значительно увеличить хлебный экспорт и вывоз зерновых, что также дало приток средств в бюджет. В рамках реформы была разрешена чеканка золотой монеты по английскому образцу, что существенно укрепило курс рубля и стабилизировало денежную систему страны. Кроме того, были пересмотрены функции Государственного банка. Теперь он мог эмитировать деньги. Вдобавок, отныне он попал под прямое руководство Министерства финансов, что позволяло Витте более оперативно управлять денежными потоками. По новому уставу Государственный банк получил и ещё одно принципиально важное для системы Витте право. Он мог предоставлять кредиты крупным промышленным предприятиям на специальных условиях. Данное изменение имело под собой и историческую причину: через санкцию предыдущих министров финансов Госбанк и так выполнял эту функцию, однако она не была предусмотрена уставом, что фактически означало правонарушение. В целом, Витте приложил немало усилий, что позволило сделать государственное финансирование через Госбанк обычным и законным делом.
Для системы Витте, как и в предшествовавшие годы второй половины XIX века было характерным тяжёлое положение аграриев и крестьянства в целом. С увеличением экспорта хлеба, ростом налогового гнёта из-за введения новых и увеличения старых косвенных налогов благосостояние основной массы населения России ухудшалось, платёжеспособность стремилась к нулю. Витте быстро осознал, что без решения крестьянского вопроса подъём российской экономики невозможен. Однако представители других министерств не относились к проблемам крестьянства с должным вниманием. Гораздо больше они уделяли его проблеме улучшения состояния бедневшего после отмены крепостного права дворянства. Витте с трудом удалось провести ряд мер, которые могли бы поддержать крестьян. Так, он санкционировал финансирование Госбанком мелких крестьянских производств, занимался переселением крестьян, пытаясь смягчить проблему аграрного перенаселения.  